# Alain (geslacht)
Alain is een geslacht van kreeftachtigen uit de klasse van de Malacostraca (hogere kreeftachtigen).

## Soorten
- Alain crosnieri Manning, 1998
- Alain raymondi Ahyong & Ng, 2008